# Chiesa di San Floriano (Arco, Italia)
La chiesa di San Floriano è una chiesa cimiteriale a Bolognano, frazione di Arco in Trentino. Fa parte dell'ex-decanato di Arco dell'arcidiocesi di Trento e risale al XIII secolo.

## Storia

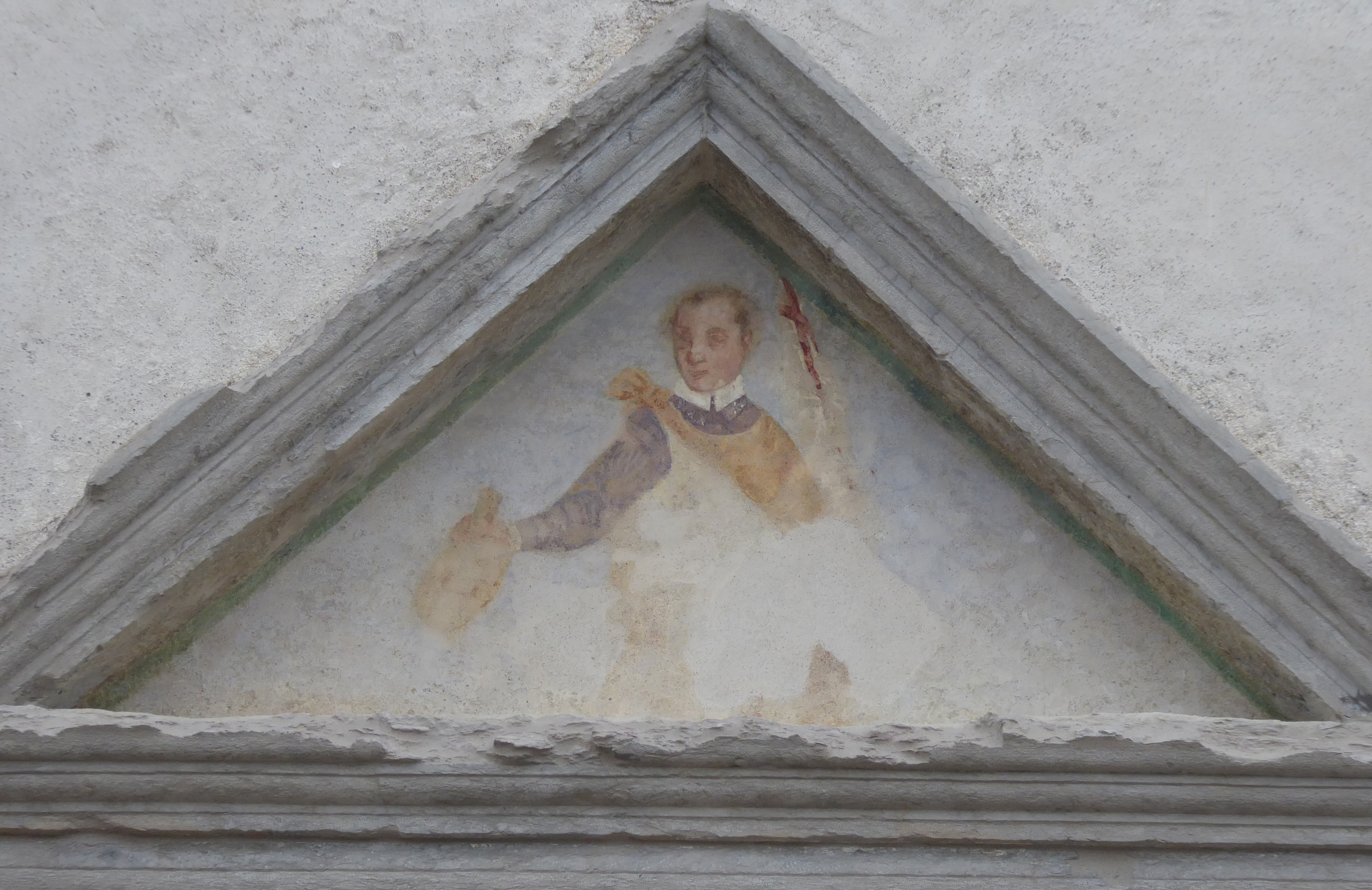
Timpano del frontone posto sopra il portale sulla facciata con affresco

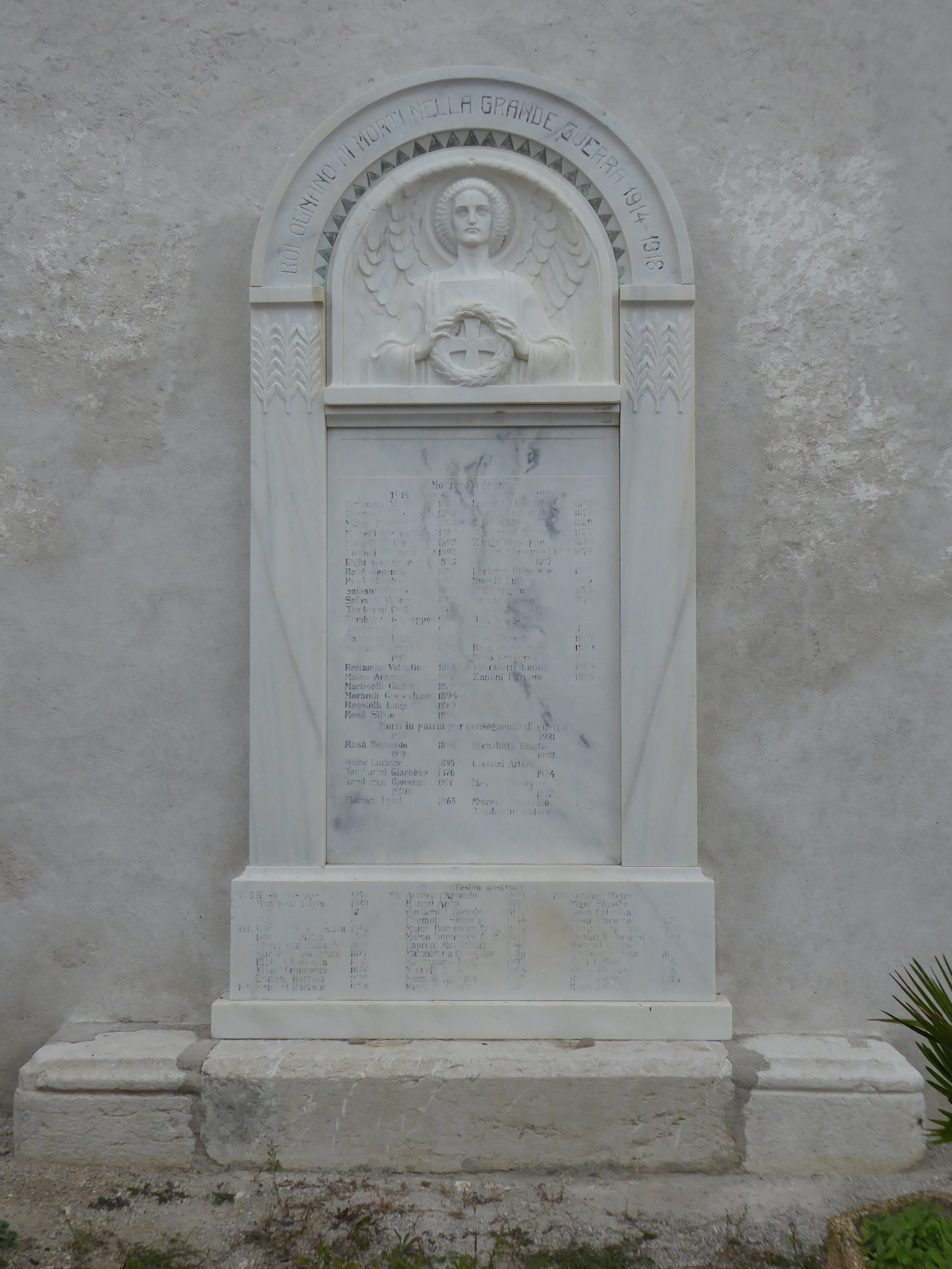
Monumento ai caduti postu sulla facciata, a sinistra del portale d'accesso

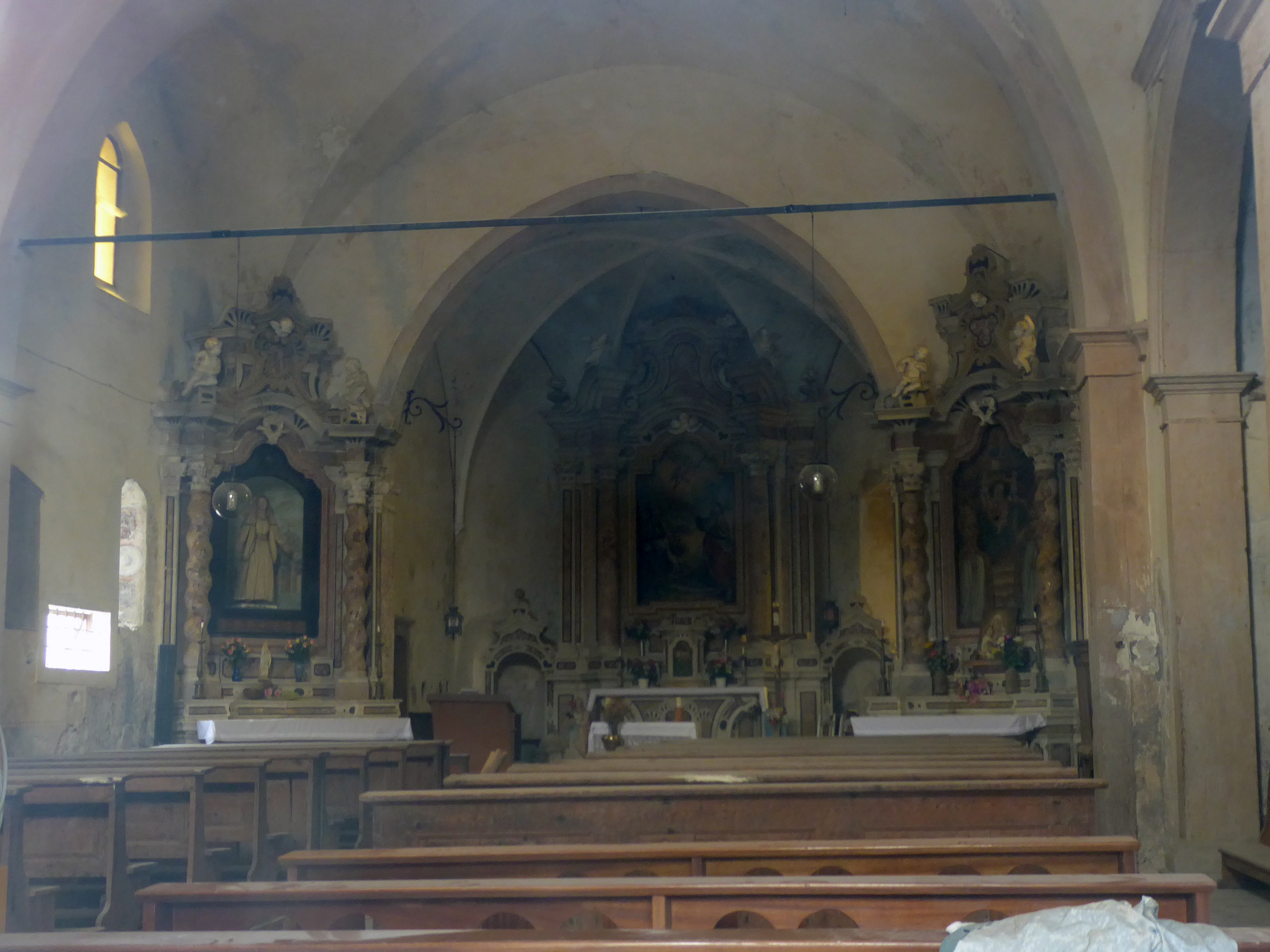
Interno

Il primo luogo di culto edificato a Bolognano di Arco con dedicazione a San Floriano fu citato sin dal 1267 in un documento su pergamena presente nell'archivio della famiglia D'Arco presso Mantova. Nelle zone accanto alla chiesa vennero ritrovati in tempi recenti reperti risalenti all'età del bronzo e al periodo romano.
Alcuni secoli dopo, essendo non più adeguato alle necessità dei fedeli, l'edificio primitivo fu demolito e sullo stesso sito venne eretta, a partire dalla seconda metà del XVI secolo, la nuova chiesa, che per un certo periodo ebbe anche dignità curaziale. Nel 1580 una visita pastorale documentò che il cantiere era aperto e a testimonianza ulteriore sono rimaste incise sulle strutture murarie esterne alcune date riferite a quel periodo, sino al 1592.
Nei primi decenni del secolo seguente venne quasi certamente ampliata la sagrestia e nel 1636 il principe vescovo di Trento Carlo Emanuele Madruzzo ne celebrò la solenne consacrazione.
Nel 1708 l'edificio, che aveva problemi legati ad infiltrazioni di umidità lungo le pareti, venne ritinteggiato. La situazione che produceva tali infiltrazione tuttavia non venne risolta per molto tempo perché il problema si ripresentò, secondo i dati presenti negli atti visitali, sino al 1829 ed anche oltre.
A partire dagli anni ottanta del XX secolo l'edificio, da tempo in stato di quasi abbandono, fu oggetto di vari interventi di restauro conservativo che comportarono ripetuti lavori alla copertura del tetto con un importante consolidamento della sua struttura. Fu interessata in tale occasione anche la copertura della torre campanaria. Nel 2017 il piccolo luogo di culto versava in condizioni critiche e si è reso necessario in intervento di restauro conservativo.

## Descrizione

### Esterni
L'edificio sacro si trova in posizione dominante a Bolognano, accanto al cimitero. Il suo orientamento si presenta verso sud est. Il prospetto principale è molto semplice, a capanna con due spioventi. Il portale è architravato e sormontato dal frontone con timpano affrescato. Sul lato destro si trova una finestra bassa rettangolare con inferriate e sulla sinistra una lapide commemorativa. In alto, al centro della facciata, un grande oculo. La torre campanaria, che si alza a destra dell'edificio, culmina nella cella campanaria che si apre con quattro finestre a bifora.

### Interni
La navata interna è unica con due cappelle laterali simmetriche e di uguale dimensione. Il presbiterio è leggermente rialzato.